# Prik (Tolkien)
Prik (Engels: Sting) is een dolk die voorkomt in de boeken van J.R.R. Tolkien. Hoewel het een dolk is, is hij voor hobbits goed bruikbaar als zwaard. De dolk behoorde eerst toe aan de Hobbit Bilbo Balings, die hem vond in het Trollenbos tijdens zijn tocht naar de Eenzame Berg, Erebor (Zie: De Hobbit). Bilbo laat de dolk na aan Frodo, die hem gebruikt in zijn queeste om de Ring te vernietigen.
Prik is gemaakt door elfen maar op de een of andere manier in een Trollenschat terechtgekomen, samen met Glamdring en Orcrist, de zwaarden van de tovenaar Gandalf en de Dwergenkoning Thorin Eikenschild. Net als deze Elfenzwaarden waarschuwt Prik zijn drager voor de nabijheid van orks door blauw op te lichten aan de randen.
Frodo, de neef van Bilbo, vertrekt op advies van Gandalf naar Imladris om de Ene Ring, waarvan Sauron maker en eigenaar is, daarheen te brengen. Wanneer besloten wordt dat de Ring niet in Imladris kan blijven, vertrekt er een Reisgenootschap, bestaande uit negen personen, waaronder Frodo, naar het land Mordor om de Ring daar te vernietigen door hem in het vuur van de Doemberg te gooien. Voor het vertrek van het reisgenootschap geeft Bilbo aan Frodo de dolk Prik en een maliënkolder van mithril.
Na een lange en avontuurlijke reis valt het Reisgenootschap uiteen bij de Watervallen van Rauros. Frodo en zijn tuinman Sam gaan samen verder naar Mordor. Onderweg komen ze in contact met Gollem. Gollem had de Ring in zijn bezit gehad voordat Bilbo hem had gevonden. (Zie De Hobbit.) Frodo draagt Gollem op om de weg naar Mordor te wijzen, maar Gollem laat hen in de val lopen door hen in het hol te brengen van een reusachtige spin, Shelob, die leeft van elfen en mensen en als ze die niet kon krijgen, ook van orks. Frodo wordt aangevallen door de spin en kan zich niet meer verweren, maar Sam neemt wraak voor zijn meester door Shelob met Prik ernstig te verwonden.
In Mordor geeft Frodo de dolk aan Sam, maar Frodo draagt op aandringen van Sam de dolk nog wel tijdens hun huldiging na de vernietiging van de Ring.